# Prisma riflettore a spigolo di cubo

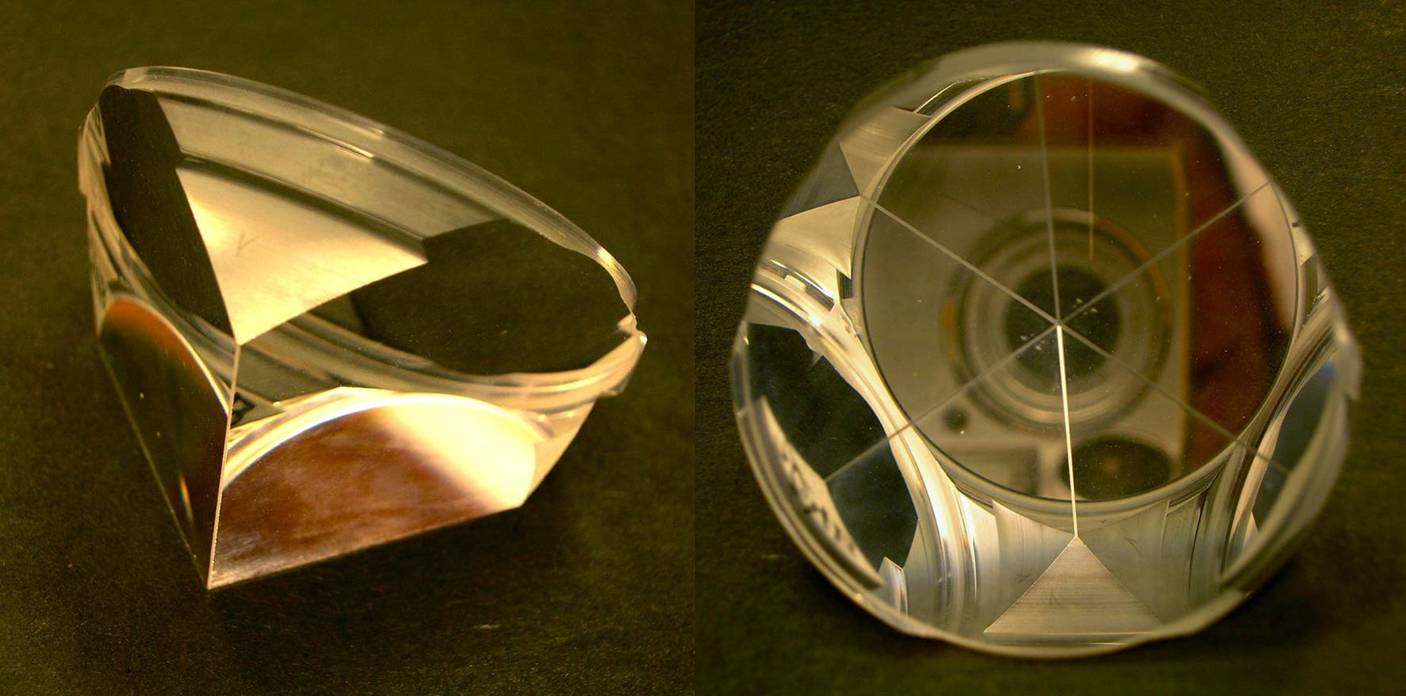
Riflettore CCR. Vista laterale (a sinistra) e frontale (a destra)

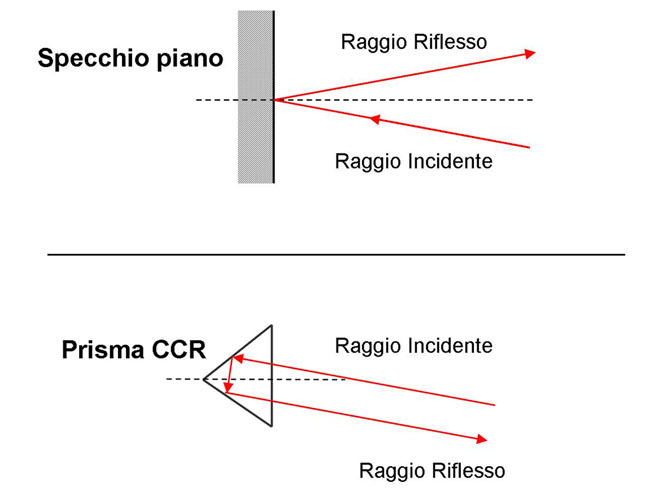
Confronto schematico tra la riflessione di un raggio laser in uno
specchio piano e in un prisma CCR. A differenza dello specchio piano, il raggio riflesso dal CCR torna verso la direzione di provenienza.

Un prisma riflettore a spigolo di cubo, o CCR (acronimo per Corner Cube Retroreflector) è uno strumento ottico che ha la proprietà di riflettere un fascio luminoso incidente sulla sua superficie frontale esattamente verso la direzione di provenienza.
I retroriflettori CCR sono costituiti da tre superfici mutuamente ortogonali tra loro (geometricamente corrispondenti a uno spigolo di cubo, da cui l'acronimo) e da una superficie frontale. Un raggio luminoso che entri dalla superficie frontale subisce tre riflessioni sulle tre superfici costituenti lo spigolo di cubo e viene riflesso nella direzione da cui ha avuto origine.
In genere non è necessario che sulle facce del prisma siano depositati strati di materiale riflettente, in quanto il fascio luminoso che entra nel prisma subisce riflessione totale interna sulle facce posteriori. Per questa proprietà i CCR sono utilizzati in varie applicazioni: segnali catarifrangenti, dispositivi di misura per geodesia, misure di distanza con laser.

## Misure di distanza con laser e riflettori CCR
È possibile misurare con estrema precisione la distanza di un oggetto su cui siano montati riflettori CCR mediante la tecnica del Laser Ranging. Inviando un impulso con un laser, esso sarà riflesso dal CCR verso la sorgente che lo ha emesso, e misurando il tempo di andata e ritorno dell'impulso, nota la velocità della luce, è possibile conoscere con precisione la posizione del CCR. Con questa tecnica è possibile misurare la posizione di satelliti in orbita con la precisione di alcuni millimetri . Pannelli di riflettori CCR sono stati lasciati sulla Luna dalle missioni Apollo (USA) e Lunochod (URSS) tra il 1969 e il 1973 e sono utilizzati per misure di precisione della distanza Terra-Luna. L'International Laser Ranging Service (ILRS) coordina le misure di laser ranging su satelliti e Luna effettuate tramite una rete di stazioni sparse sulla superficie terrestre.